# Sofia Okunevska

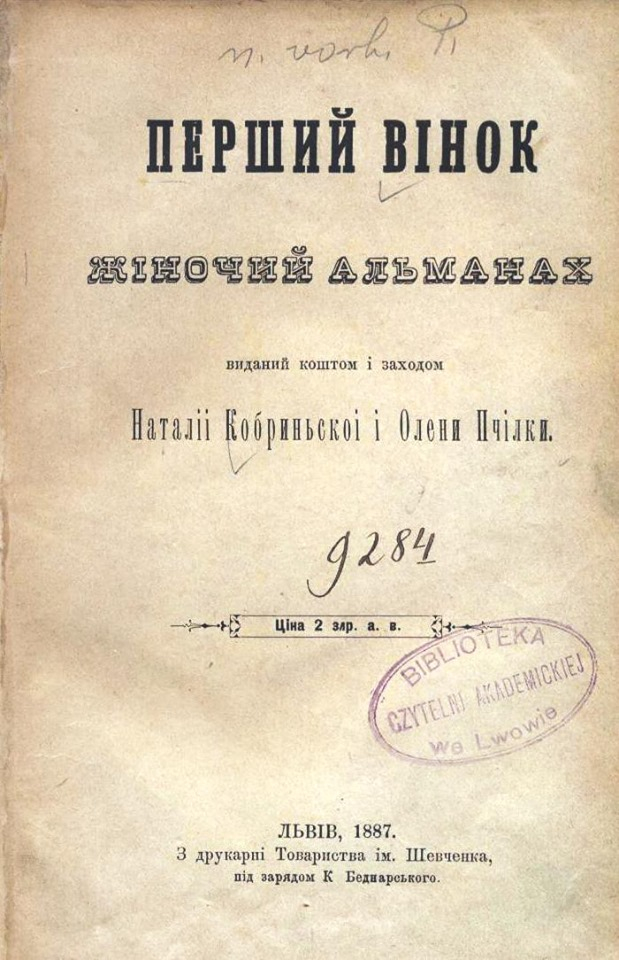
Titulní stránka ukrajinského ženského almanachu z roku 1887

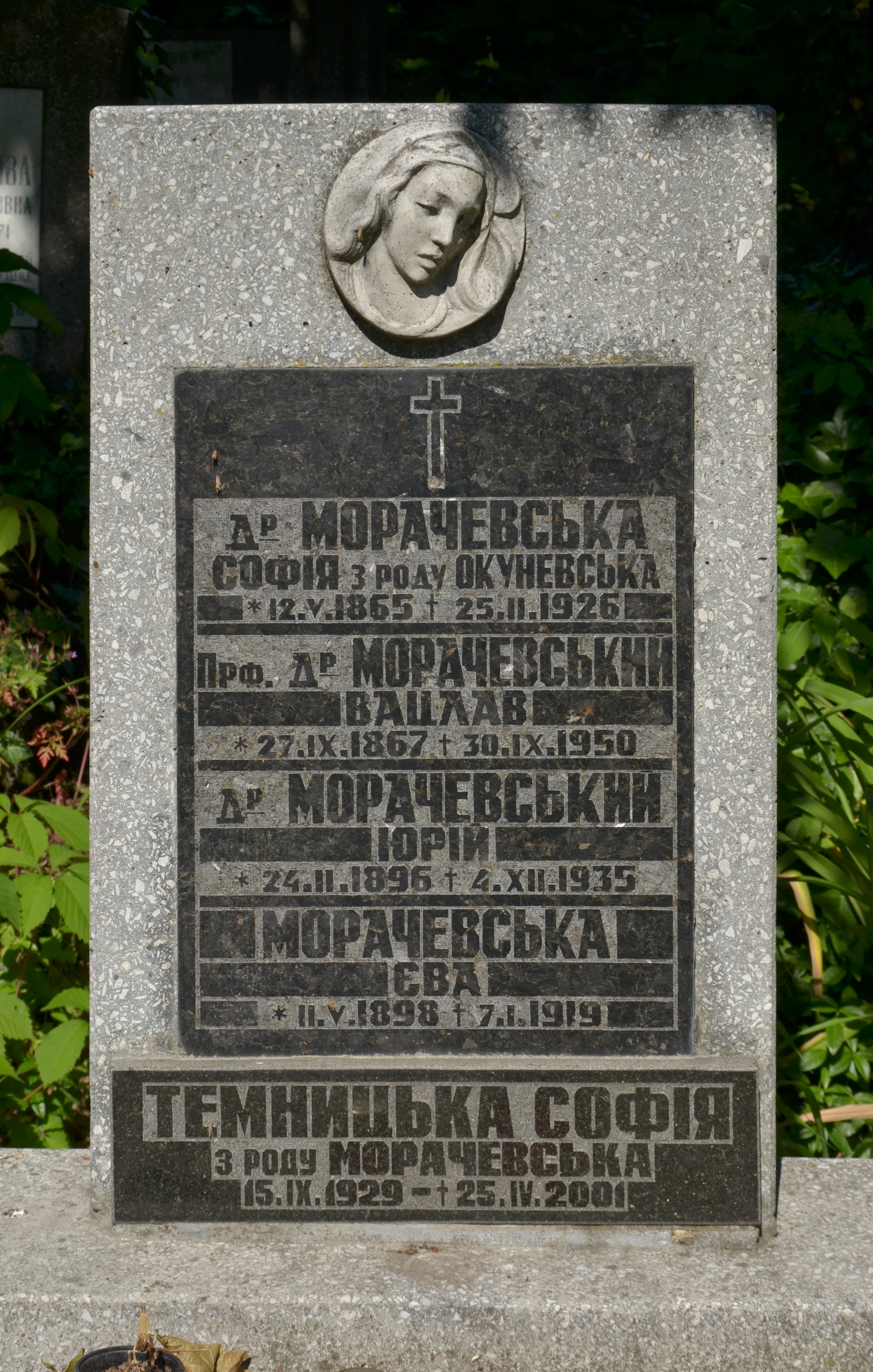
Náhrobek rodiny Moračevských na Lyčakivském hřbitově ve Lvově

Sofia Okunevska–Moračevska (ukrajinsky: Софія Окуневська-Морачевська; německy: Sofia Okunewska-Moraczewska) (12. května 1865  Dovzhanka, Ternopilská oblast – 24. února 1926 Lvov) byla lékařka a spisovatelka.
Byla první ženou, která vystudovala medicínu na univerzitě a stala se lékařkou v Rakousku-Uhersku. (Měřeno pozdějším vymezením hranic byla Okunevska nejspíše i první ženou–lékařkou na Ukrajině.) Její lékařskou odborností byla gynekologie a porodnictví. Jako první použila v boji proti rakovině radioterapii v Haliči a v Rakousku-Uhersku.
Byla zároveň i veřejnou aktivistkou a významnou osobností feministického hnutí v oblasti Haliče v tehdejším Rakousku-Uhersku.

## Život
Okunevska se narodila 12. května 1865 v Haliči, která byla tehdy součástí habsburské říše Rakouska-Uherska, jako dcera Atanase Daniloviče Okunevského a Karoliny Lučakovské. Její matka zemřela v roce 1870 a Sofii Okunevskou od té doby vychovávala její teta Teofilie Okunevská-Ozarkevičová.
Okunevska mohla navštěvovat střední školu, což bylo v její době pro dívky neobvyklé, a v roce 1886 složila maturitu s velmi dobrým prospěchem. Poté odešla do Curychu, kde na curyšské univerzitě vystudovala medicínu (1894). V roce 1890 se provdala za polského studenta Václava Moračevského. V roce 1896 se jim narodil syn Jurij. V témže roce (1896) Okunevska předložila doktorskou práci a získala doktorát z medicíny. V roce 1897 si otevřela soukromou praxi ve Lvově. Po narození dcery Evy v roce 1898 žila rodina ve Švýcarsku a v dnešní České republice, než Sofie Okunevska začala pracovat v nemocnici ve Lvově. Specializovala se na gynekologii a vedla kurzy porodnictví. Během první světové války se Okunevska starala o zraněné Ukrajince a ukrajinské ženy. Po první světové válce se rozvedla a otevřela si vlastní malou lékařskou praxi. Poslední léta svého života strávila ve Lvově. Okunevska zemřela v roce 1926 v nemocnici na hnisavý zánět slepého střeva. Pohřbena je na Lyčakivském hřbitově ve Lvově.

## Literární tvorba
Okunevska byla sestřenicí ukrajinské spisovatelky Natalije Kobrynske, která v roce 1887 vydala první feministický almanach. Tato sbírka děl ukrajinských autorek se nazývala Pershy vinok (česky: První věnec; anglicky: The First Garland) a Kobrynska ji publikovala spolu s ukrajinskou nakladatelkou, spisovatelkou, etnografkou, tlumočnicí a občanskou aktivistkou Olenou Pčilka (1849–1930). Almanach byl prvním dílem v Haliči a na Ukrajině, které se zabývalo tzv. „ženskou otázkou“ - kromě beletristických děl a etnografických výzkumů obsahoval řadu feministických článků, zejména o postavení žen na Ukrajině a ve světě. Sestavovatelkami a autorkami almanachu Peršij vinok byly výhradně ženy jak z Haliče, tak i z Dněprské Ukrajiny. V tomto almanachu publikovala Okunevska povídku pojednávající o městském životě s názvem „Písek. Písek!“ (publikovala zde pod pseudonymem "Yeryna") a je také autorkou díla „Rodinné pouto v písních a svatebních obřadech“.

## Společenské styky
Okunevska se přátelila s ukrajinskou spisovatelkou, publicistkou a překladatelkou Olhou Kobylianskou; ukrajinskou spisovatelkou, socialistickou feministkou a aktivistkou Natalií Kobrynskou a s ukrajinským spisovatelem a politikem ukrajinské národnosti z Haliče Vasylem Semenovyčem Stefanykem.

Přátelé
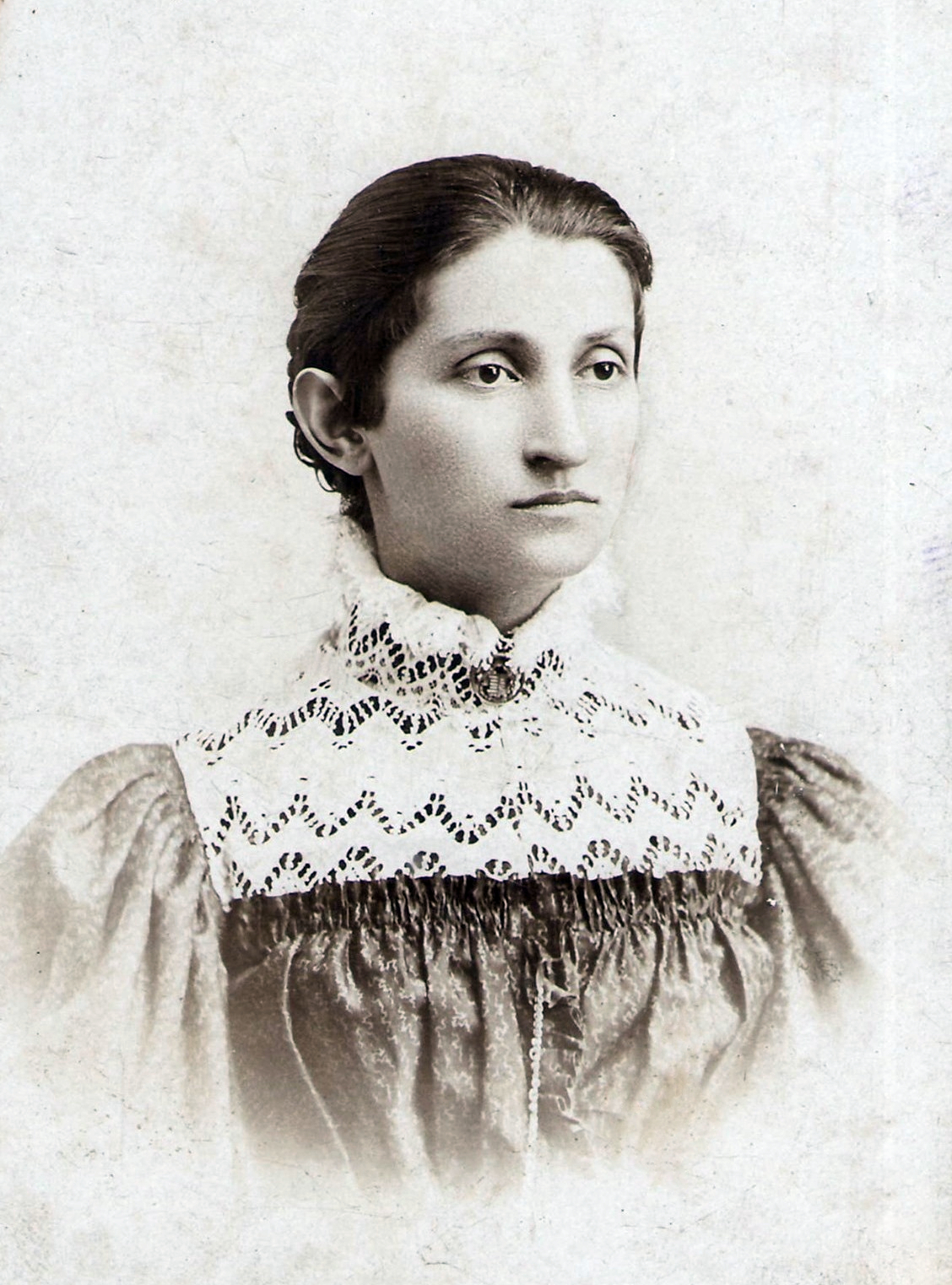
Olha Kobyljanska
Natalija Kobrynska
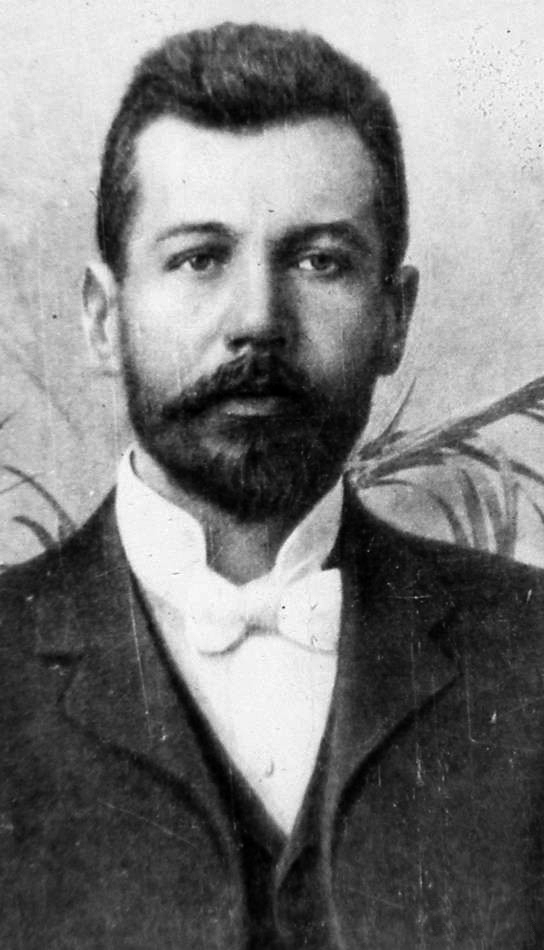
Vasyl Stefanyk